# 27997 Bandos
27997 Bandos è un asteroide della fascia principale. Scoperto nel 1997, presenta un'orbita caratterizzata da un semiasse maggiore pari a 2,3760390 UA e da un'eccentricità di 0,1472361, inclinata di 0,77229° rispetto all'eclittica.